# Лада Ижевск
Лада Ижевск — российское автомобилестроительное предприятие, расположенное в Ижевске. С 2011 года является 100-процентным дочерним предприятием «АвтоВАЗа». Ранее являлось частью оборонного концерна «Ижмаш».

## История

### 1965—1992
Строительство нового автомобильного завода в Ижевске началось в 1965 году при поддержке Дмитрия Устинова — министра оборонной промышленности СССР, — в связи с возросшим благосостоянием и спросом населения и для создания внутренней конкуренции автомобилям АЗЛК и ВАЗ. Первый автомобиль ижевского производства сошёл с конвейера 12 декабря 1966 года — это был «Москвич-408». Автомобиль был произведён на площадях достроенного и переоборудованного корпуса «Прогресс», принадлежащего «Ижмашу». В этом небольшом здании размещался «временный», обходной вариант производства — с участками сварки, окраски и сборки. Все детали и комплектующие автомобиля поставлялись с АЗЛК. Но уже в 1971 году был введен в эксплуатацию главный конвейер «большого» автозавода, и выпуск автомобилей в «Прогрессе» прекратился. С этого времени площади корпуса использовались для производства сидений.
Автозавод проектировала компания Renault. Она же выступала генподрядчиком при строительстве и техническом оснащении. В технологию прессового производства было заложено 40 автоматических и поточно-механизированных линий. Шесть из них в составе 33 прессов были заказаны фирме Renault, а та, в свою очередь, привлекла для изготовления этого оборудования фирмы Erfurt, Bliss, Spirtz, Kliring (Германия), Komatsu (Япония, в рамках крупного контракта по поставке другой техники). 26 линий взялась поставить фирма «Эрфурт». Эти линии вводились в эксплуатацию с 1967 по 1971 год французскими специалистами. Монтажники из Франции стали первыми иностранцами, которым разрешили въезд на территорию «закрытой» Удмуртии.
Основной и самой массовой продукцией завода являлся «Москвич-412», производство которого началось в 1967 году и продолжилось до 1998 года, их было произведено более 2 миллионов штук — один из самых массовых автомобилей СССР.
С 1968 по 1973 годы на заводе осуществлялась сборка фургона «Москвич-434». Основные достижения и новые разработки датировались как раз началом семидесятых годов, когда на конвейер был поставлен первый и на более чем десятилетие единственный в СССР легковой автомобиль Иж-2125 («Иж-Комби») с типом кузова лифтбек. Проектная мощность завода была доведена до 200 тысяч в год, хотя фактический выпуск автомобилей был несколько меньше. С 1972 года завод освоил производство автомобилей-фургонов Иж-2715 и автомобилей с кузовом пикап Иж-27151 собственной разработки. Кроме того КБ завода в 1970—1980-х разрабатывало перспективные автомобили, как то внедорожники Иж-5 и Иж-14, а также легковые автомобили с двухобъёмными кузовами Иж-13, Иж-19, позднее превратившиеся в будущую серийную модель Иж-2126 «Орбита».
Был изначально частью «Ижмаша», а с 1975 года — подразделением в составе производственного объединения «Ижмаш».
17 января 1989 года завод выпустил трёхмиллионный автомобиль.

### 1992—2008
В начале 1990-х завод выделился в самостоятельное предприятие — дочернее акционерное общество «Ижмаш-Авто». Все его акции принадлежали работникам Ижевского оружейного завода. В дальнейшем наблюдался застой и спад производства. «ИжАвто» выпускал в этот период окончательно устаревшие легковые автомобили Москвич-412-028ИЭ, коммерческие Иж-2715-01/27151-01 и не оправдавший надежд Иж-2126. Пик спада пришёлся на 1997 год, когда «ИжАвто» собрал лишь 8000 автомобилей, при расчётной мощности завода в 250 тысяч машин в год.
Ситуация изменилась лишь после дефолта 1998 года и резкого падения курса рубля, благодаря резкому — в несколько раз — падению реальных цен на его продукцию. В 1999 году акционером «Ижмаш-Авто» стала группа компаний «СОК» под руководством президента Юрия Качмазова. Под руководством нового главного конструктора завода А. К. Миллера (бывшего ВАЗовца, ведущего конструктора ВАЗ-21081) удалось «реанимировать» предприятие, смонтировав имеющееся производственное оборудование, включая цех роботизированной сварки, и развернуть массовый выпуск активно рекламируемого Иж-2126 — единственного в то время отечественного легкового автомобиля малого класса с классической схемой привода. В результате к 2003 году выпуск автомобилей в Ижевске вырос более, чем в восемь раз.
В августе 2005 года производство собственных моделей «Иж», за исключением Иж-27175 (фургон на базе ВАЗ-2104 с использованием узлов Иж-2126), было прекращено, в декабре было прекращено производство ВАЗ-2106 Жигули, выпускавшегося в Ижевске с 2001 года. Началась промышленная сборка автомобиля Spectra корейской компании KIA Motors Corporation. С 2006 начат выпуск KIA Rio второго поколения. В 2007 году продолжался выпуск ВАЗ-21043, Иж-27175, была запущена сборка KIA Sorento.

### Кризис 2008—2009 годов и преодоление его последствий
До 2009 года ОАО «ИжАвто» входило в группу компаний «СОК». В 2009 году группа СОК продала компанию ИжАвто её менеджменту за сумму около 200 млн долларов. Позднее представители Сбербанка России, получившего в итоге за долги контроль над предприятием, обвиняли в связи с этим «СОК» в выводе активов автозавода, и по подозрению в преднамеренном банкротстве «ИжАвто» было возбуждено уголовное дело. В феврале 2011 года собственник «СОКа» Юрий Качмазов и ряд других руководителей СОКа и ИжАвто были объявлены в розыск.
В начале 2009 года в результате спада сбыта, вызванного экономическим кризисом, на заводе сложилась крайне тяжёлая ситуация. По состоянию на конец марта завод работал три дня в неделю по шесть часов, но руководство заявляло о возможной полной остановке производства и сокращении 90 % сотрудников — около 5 тысяч человек.
В марте 2009 года производство на предприятии было остановлено. Общий долг перед кредиторами составлял 13,5 млрд рублей. В августе того же года компания подала в Арбитражный суд Удмуртской Республики заявление о банкротстве, и месяцем позднее она была признана банкротом.
С 2010 года предприятие начало постепенно «оживать». В августе 2010 года началась расконсервация оборудования после года простоя, начали определяться сроки возобновления производства, модельный ряд и объёмы производства.
27 сентября 2010 года Ижевский автозавод отгрузил первые после возобновления производства 10 автомобилей ВАЗ-2104. План на октябрь предусматривал производство 2484 автомобилей ВАЗ-2104 и Иж-27175.
Основным держателем долга обанкротившегося ИжАвто являлся Сбербанк. Ранее он получил в качестве вариантов развития ИжАвто два бизнес-плана: корейского концерна Hyundai — Kia и альянса АвтоВАЗ—Renault—Nissan. Корейцы планировали, что в октябре-ноябре 2010 года на конвейере завода начнётся сборка автомобиля Kia Spectra, в середине 2011 года — автомобиля Kia Sorento. На декабрь был назначен старт крупноузловой сборки грузовиков Hyundai. Однако 17 декабря 2010 года «Ростехнологии» и подконтрольный им «АвтоВАЗ» в присутствии премьера Владимира Путина подписали со «Сбербанком» меморандум о покупке долгов и активов обанкротившегося автозавода «ИжАвто». В меморандуме значилось, что «Сбербанк» переуступает «Ростехнологиям» большую часть долга «ИжАвто» — на 5,23 млрд руб. «Ростехнологии» покупают у «Сбербанка» задолженность «ИжАвто» за деньги федерального бюджета. Предполагается, что производство «классики» будет закрыто уже к концу 2011 года, и на мощностях «ИжАвто» сможет начать сборку коммерческих машин альянса «Renault-Nissan».
В феврале 2011 года суд вновь подтвердил банкротство «ИжАвто» и ввёл конкурсное управление на предприятии.
C апреля 2011 года «ИжАвто» производил автомобили ВАЗ 2107. 17 апреля 2012 года производство этих автомобилей было прекращено. Летом 2011 года на несколько месяцев было возобновлено производство ограниченных партий «Kia Spectra» (1700 шт.) и «Kia Sorento» (800 шт.) — до выработки оставшихся машинокомплектов.
В 2011 году активы «ИжАвто» и его дочерних предприятий приобрела «Объединенная автомобильная группа». В свою очередь, в октябре того же года «ОАГ» была приобретена ОАО «АвтоВАЗ» за 1,7 млрд рублей. При этом долг «ИжАвто» составлял более 13 млрд рублей. После модернизации на мощностях завода планировалось собирать «LADA Granta». Одновременно также предполагалось начать здесь производство нескольких моделей Renault-Nissan, однако последние в апреле 2012 года предпочли производственные мощности в Санкт-Петербурге.
В мае 2012 года председатель совета директоров АвтоВАЗа Игорь Комаров сообщил, что альянс «Renault-Nissan-АвтоВАЗ» планирует вложить в модернизацию ижевского автозавода порядка 10 млрд рублей. К 2016 году мощность предприятия планировалось довести до 300 тысяч автомобилей в год, что сохранило бы статус завода, как одного из самых крупных автопроизводств в стране.
25 июля 2012 года на предприятии началось производство модели LADA Granta. В организацию производства было вложено 1,36 млрд руб. 14 мая 2014 года с конвейера завода сошёл первый автомобиль LADA Granta в модификации кузова «лифтбек».
17 сентября 2012 года «ИжАвто» выпустила последний экземпляр универсала ВАЗ-2104, завершив тем самым историю производства «классики» в России.
В феврале 2015 года на заводе была начата пилотная сборка автомобиля LADA Vesta.
25 сентября 2015 года начато серийное производство автомобилей LADA Vesta.
11 сентября 2017 года семейство LADA Vesta расширилось — стартовало производство автомобилей LADA Vesta SW и LADA Vesta SW Cross.
25 апреля 2018 года в производство был запущен седан LADA Vesta Cross.
22 февраля 2022 года стартовало производство LADA Vesta нового поколения.
15 мая 2024 года ЛАДА Ижевск начал серийный выпуск автомобилей LADA Largus, к октябрю выпущено более 25 тысяч автомобилей.

## Собственники и руководство
По состоянию на весну 2012 года, активы ИжАвто контролировались АвтоВАЗом через дочернюю компанию «Объединенная автомобильная группа». 24 февраля 2014 года новым генеральным директором ООО «Объединенная автомобильная группа» назначен Михаил Сергеевич Рябов, занимавший пост вице-президента по продуктам и программам АвтоВАЗа.
24 апреля 2017 года производственная площадка Группы «АВТОВАЗ» в Ижевске переименована из ООО «Объединённая автомобильная группа» в ООО «ЛАДА Ижевский Автомобильный Завод» (сокращенно ООО «ЛАДА Ижевск»).
1 ноября 2018 года Денис Носов, директор производства пластмассовых изделий (ППИ) ПАО АВТОВАЗ в Тольятти, назначен генеральным директором LADA Ижевский автомобильный завод.
С 22 февраля 2023 года должность генерального директора автозавода «Лада Ижевск» занял Александр Богачев.

## Хронология выпуска автомобилей
- 1966—1967 Москвич-408 выпущено 4196 машин
- 1968—2001 Москвич-412 выпущено 2 317 439 машин (всех модификаций)
- 1968—1973 Москвич-434
- 1973—2001 Иж-2715 выпущено 1 076 954 машины (всех модификаций)
- 1973—1997 Иж-2125 выпущено 414 187 машин (всех модификаций)
- 1982—1997 Иж-27151
- 1990—2005 Иж Ода (выпущено 230 775 машин)
- 2000—2005 ВАЗ-2106
- 2002—2012 LADA 2104
- 1997—2005 Иж-2717
- 1997—2005 Иж-27171
- 2003—2006 Иж-21261
- 2005—2012 Иж-27175
- 2005—2009, 2011 Kia Spectra
- 2006—2009 Kia Rio
- 2007—2009, 2011 Kia Sorento
- 2011—2012 LADA 2107
- 2012—2017 LADA Granta
- 2014—2017 LADA Granta liftback
- 2014—2017 Nissan Sentra
- 2015—2017 Nissan Tiida
- 2015—2022 LADA Vesta[28]
- 2017—2022 LADA Vesta SW и LADA Vesta SW Cross
- 2018—2022 LADA Vesta Cross
- 2024 LADA Largus

## Деятельность
В 2005 завод выпустил 52 822 автомобиля. В 2005 было продано 1810 Kia Spectra, за первые пять месяцев 2006 года — 8549 автомобилей. В 2006 году завод увеличил производство автомобилей на 23 % — до 65 024 единиц.
В 2006 году выручка завода выросла по сравнению с 2005 годом в 2,2 раза — до 18,4 млрд руб.; чистая прибыль составила 274 млн рублей.
Выручка компании за 2008 год составила 20,891 млрд руб., чистый убыток — 908 млн руб.
В 2010 году завод выпустил 6 980 машин LADA 2104 и Иж-27175.
За 2011 год завод выпустил 70 176 автомобилей, в том числе: 30 826 — ВАЗ-2104, 31 629 — ВАЗ-2107, 5 241 — Иж-27175, 1 680 — KIA Spectra и 800 — KIA Sorento.
В 2012 году предприятие произвело 48 573 автомобиля, в том числе, 24 074 — LADA Granta. 25 июля 2012 года на предприятии началось производство модели LADA Granta. В организацию производства было вложено 1,36 млрд руб. 17 сентября 2012 года ИжАвто выпустила последний экземпляр универсала LADA 2104, завершив тем самым историю производства «классики».
14 мая 2014 года с конвейера завода сошёл первый автомобиль LADA Granta в модификации кузова «лифтбек». В феврале 2015 года на заводе была начата пилотная сборка автомобиля LADA Vesta. 25 сентября 2015 года было начато серийное производство автомобилей LADA Vesta.
11 сентября 2017 года семейство LADA Vesta расширилось — стартовало производство автомобилей LADA Vesta SW и LADA Vesta SW Cross.
В конце 2017 года ИжАвто перенес производство LADA Granta liftback в Тольятти, тем самым освободив производственные мощности для семейства LADA Vesta. 16 декабря 2017 года с конвейера завода сошёл пятимиллионный автомобиль. 25 апреля 2018 года в производство был запущен седан LADA Vesta Cross. 1 марта 2019 года был выпущен 300-тысячный автомобиль «Лада Веста».
9 сентября 2021 года с конвейера сошла 600-тысячная «ЛАДА Веста».
22 февраля 2022 года на заводе LADA Ижевск стартовало производство автомобилей LADA Vesta нового поколения.
В августе 2022 года принято решение о производстве на ижевской площадке АВТОВАЗа электрической версии LADA Largus, старт производства LADA e-Largus планируется начать в конце 2023 года.
Начиная со второй половины 2022 года на ЛАДА Ижевский автомобильный завод ведется интенсивное развитие направления производства автокомпонентов для автомобилей, выпускавшихся АО «АВТОВАЗ». Налажен выпуск штампованных и пластиковых комплектующих для автомобилей LADA семейств XRay, Granta, Kalina, Priora, а также Renault и Datsun.
Производство автомобилей «ЛАДА Веста» перенесено в Тольятти — 3 марта 2023 года АО «АВТОВАЗ» объявил о старте производства LADA Vesta нового поколения.
31 августа 2023 года подписан приказ об организации переноса производства автомобилей LADA Largus из Тольятти в Ижевск. Началась интенсивная подготовка к выпуску автомобилей: за период с сентября 2023 года по январь 2024 года было перемещено, смонтировано и запущено 1200 единиц производственного оборудования https://www.lada.ru/press-releases/121683.
В 2023 году ЛАДА Ижевск становится экспериментальной площадкой по выпуску самого локализованного российского электромобиля: 15 декабря 2023 года выпущена пилотная партия LADA e-Largus https://www.lada.ru/press-releases/122026.
1 февраля 2024 года сварен первый кузов LADA Largus из узлов, изготовленных на ижевской площадке, 20 февраля 2024 года начато производство опытной партии автомобилей Largus https://www.lada.ru/press-releases/122080.
15 мая 2024 года стартовало производство товарных автомобилей семейства LADA Largus https://www.lada.ru/press-releases/122107, 7 июня 2024 года с конвейера сошел 1000-й товарный автомобиль этого семейства. 20 июня 2024 года начались продажи LADA Largus в салонах 319 официальных дилеров бренда https://www.lada.ru/press-releases/122131. 30 августа 2024 года на склад готовой продукции сдан 10-тысячный автомобиль Largus.
25 сентября 2024 года состоялся старт промышленного производства электромобилей LADA e-Largus https://www.lada.ru/press-releases/122159.

## Статистика
Производство автомобилей в 1966—1991 годах:
| 1966    | 1967    | 1968    | 1969    | 1970    | 1971    | 1972    | 1973    | 1974    | 1975    | 1976    | 1977    | 1978    |
| ------- | ------- | ------- | ------- | ------- | ------- | ------- | ------- | ------- | ------- | ------- | ------- | ------- |
| 300     | 3029    | 13 826  | 20 822  | 39 109  | 71 154  | 105 210 | 122 100 | 153 200 | 165 600 | 165 600 | 170 900 | 171 300 |
| 1979    | 1980    | 1981    | 1982    | 1983    | 1984    | 1985    | 1986    | 1987    | 1988    | 1989    | 1990    | 1991    |
| 173 000 | 179 150 | 176 200 | 174 950 | 177 950 | 177 950 | 178 950 | 180 580 | 185 950 | 188 700 | 180 265 | 180 823 | 168 224 |

Производство автомобилей в 1992—2004 годах:
| 1992    | 1993   | 1994   | 1995   | 1996   | 1997 | 1998   | 1999   | 2000   | 2001   | 2002   | 2003   | 2004   |
| ------- | ------ | ------ | ------ | ------ | ---- | ------ | ------ | ------ | ------ | ------ | ------ | ------ |
| 115 204 | 75 190 | 50 156 | 25 618 | 16 238 | 8020 | 10 479 | 15 004 | 27 418 | 47 762 | 78 236 | 93 505 | 96 497 |

Производство автомобилей после 2005 года:
| 2005   | 2006   | 2007   | 2008   | 2009 | 2010 | 2011   | 2012   | 2013   | 2014   | 2015   | 2016   | 2017    | 2018    | 2019    |
| ------ | ------ | ------ | ------ | ---- | ---- | ------ | ------ | ------ | ------ | ------ | ------ | ------- | ------- | ------- |
| 52 822 | 65 024 | 78 802 | 64 200 | 8200 | 6980 | 70 176 | 48 573 | 57 771 | 74 194 | 73 000 | 96 250 | 119 117 | 130 816 | 128 000 |

## Галерея
- Производственные корпуса
- Здание администрации завода
- Прессовое производство
- Производство литья и окраски пластиковых комплектующих
- Производство сварки
- Роботизированное производство сварки кузовов
- Производство окраски
- Конвейер подсборки дверей
- Конвейер окончательной сборки
- Тестовая линия